# Diklorättiksyra
Diklorättiksyra är en halogenerad karboxylsyra med formeln CHCl2COOH. Syrans salter och estrar kallas dikloracetater.

## Egenskaper
Diklorättiksyra har en syrakonstant (pKa) på 1,48 och är starkt frätande, i synnerhet på slemhinnor och luftvägar.

## Framställning
Diklorättiksyra kan framställas genom reduktion av triklorättiksyra eller genom att reagera ättiksyra med klorgas.
{\displaystyle {\rm {CH_{3}COOH+2\ Cl_{2}\rightarrow CHCl_{2}COOH+2\ HCl}}}
Det kan också bildas när förorenat vatten renas med genom klorering.

## Användning
Dikloracetat-jonen stimulerar det enzym som bryter ner pyrodruvsyra. Det minskar därmed kroppens produktion av mjölksyra genom att pyrodruvsyra bryts ner genom oxidation i stället för glykolys. Salter av diklorättiksyra används därför för att behandla laktatacidos.